# سیمکا ۵
سیمکا ۵ (Simca ۵) خودرویی است که در سال‌های ۱۹۳۶ تا ۱۹۴۸در فرانسه تولید شده‌است.
این خودرو در کلاس خودرو کامپکت قرار گرفته و طراحی آن خودروهای موتور جلو-محور عقب بوده است.
موتور آن ۵۷۰ سی‌سی سیستم جعبه‌دندهٔ آن ۴ دنده به صورت دستی است.